# Eruslan
Lo Eruslan (in russo  Еруслан?) è un fiume della Russia europea sud-orientale (oblast' di Volgograd e Saratov), affluente di sinistra del Volga.

## Descrizione
Nasce dall'estremo lembo sud-occidentale della regione collinosa dell'Obščij Syrt, percorrendo successivamente l'estremo lembo sudorientale della Russia, in un ambiente piatto e semiarido coperto da una steppa rada; sfocia nel Volga in prossimità di un braccio laterale del bacino di Volgograd, chiamato baia dell'Eruslan, e nel quale si getta anche il fiume Torgun, che prima della formazione del bacino era il suo maggiore affluente.
Il regime del fiume è caratteristico dei corsi d'acqua di queste zone semiaride: gelato all'incirca da fine novembre - inizio dicembre fino all'inizio di aprile, ha il massimo annuo di portata nella stagione primaverile e un minimo annuo molto accentuato in estate, conseguenza del caldo e dell'aridità, durante il quale il fiume può anche prosciugarsi completamente. Le acque del fiume hanno inoltre, per queste ragioni climatiche, un elevato contenuto in sali disciolti.
Il principale centro urbano toccato dal fiume è la cittadina di Krasnyj Kut.